# Bo Derek
Bo Derek, pseudonimo di Mary Cathleen Collins (Long Beach, 20 novembre 1956), è un'attrice statunitense, di origini irlandesi, tedesche e olandesi.

## Biografia

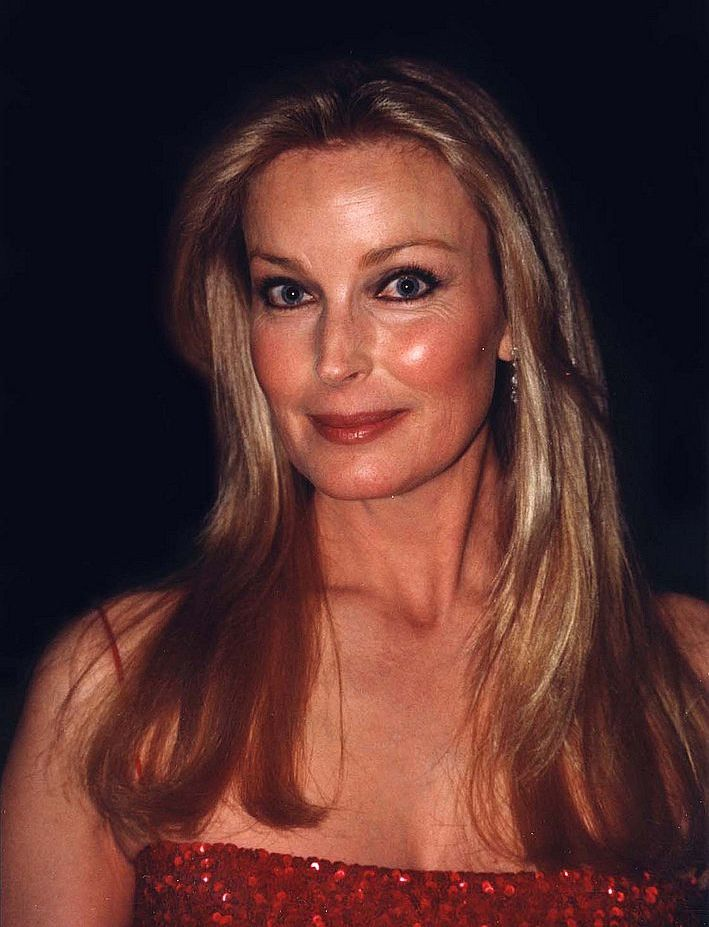
Bo Derek nel 1998

Figlia di Paul Collins, dirigente della Hobie Cat, e di Norma White, parrucchiera e truccatrice personale dell'attrice Ann-Margret, quando i suoi genitori divorziarono, lei rimase con la madre, che si risposò con lo stuntman Bobby Bass. Ha due sorelle e un fratello.
Ottenne un primo ruolo cinematografico nel film L'orca assassina (1977) di Michael Anderson, in cui interpretò il personaggio di Annie, giovane donna a cui l'orca stacca una gamba con un morso. Nel 1979 si affermò definitivamente con 10 di Blake Edwards, di cui fu anche produttrice. In questa pellicola, che la consacrò in tutto il mondo come sex symbol, interpretò la femme fatale che fa innamorare il musicista Dudley Moore. Dopo una parte secondaria nel film In amore si cambia (1980) di Richard Lang, nel 1981 recitò nella pellicola Tarzan, l'uomo scimmia in cui interpretò Jane. La critica definì disastrosa la sua interpretazione e molti insinuarono che riusciva a lavorare solo grazie all'appoggio che riceveva dal regista John Derek, suo marito all'epoca.
Nel 1984 fu la volta di Bolero Extasy, tentativo non riuscito di ripetere i fasti di 10 e riconquistare l'immagine di icona erotica del cinema mondiale. Nel film la Derek ebbe la parte di Mac, una bella ereditiera degli anni venti la quale, per una curiosa clausola testamentaria, non diventerà erede di larghe fortune se non avrà conservato la propria illibatezza fino al conseguimento della laurea. La sua interpretazione fu giudicata talmente negativa che i produttori, dopo che metà delle scene erano già state realizzate, tentarono di sostituirla con una controfigura o una sosia, senza comunque riuscire nell'intento. La delusione fu tale che per sei anni la Derek non girò altri film.
Negli anni ottanta la Derek fu più volte candidata ai Razzie Awards, ottenendo il riconoscimento come peggiore attrice dell'anno in due occasioni, nel 1981 per Tarzan, l'uomo scimmia e nel 1984 per Bolero Extasy. Tornò sul grande schermo nel 1990 con l'autobiografico I fantasmi non possono farlo in cui, diretta dal marito, interpretava una donna innamorata di un uomo di trent'anni più anziano (Anthony Quinn). Sempre nel 1990, ottenne il Razzie Awards del decennio, come peggiore attrice degli anni ottanta, e l'anno successivo ricevette nuovamente il premio per I fantasmi non possono farlo.
Molto apprezzata in Italia, nel 1992 vi si trasferì per girare il comico Sognando la California, di Carlo Vanzina con, tra gli altri, Massimo Boldi e Nino Frassica. Nello stesso anno interpretò Amore al cioccolato, forse la sua migliore interpretazione: in questo film televisivo impersonò B. J. Cassidy, una manager abituata a comprare aziende in crisi che, dopo aver acquistato una fabbrica di cioccolato, si innamora di Eric, che vi lavorava. La straordinaria umanità con cui recitò la riscattò agli occhi della critica, tanto da ricevere nel 2000 la candidatura come "miglior attrice del secolo", premio che comunque non vinse. Nel 1995 apparve in Tommy Boy, in cui venne elogiata per la sua eleganza. Seguì un periodo di progressiva lontananza dal cinema, dovuto sia alla morte di John Derek sia alla sua partecipazione a numerosi sceneggiati per la televisione.
Nel 2000 comparve come l'allevatore ed ex-pirata Mary Rose nell'episodio Fra due fuochi della serie televisiva La regina di spade. Nel 2002 apparve nel ruolo di sé stessa nel film Il maestro cambiafaccia. Nel 2003 tornò ad avere un ruolo importante sul grande schermo in Rapimento a Malibù (e nello stesso anno esordì come sceneggiatrice nel telefilm Donne complicate), mentre l'anno seguente fu impegnata nel film televisivo Crusader - L'informatore. Sempre nel 2002 pubblicò la sua autobiografia, Riding Lessons, Everything I Learned in Life I Learned from Horses (Lezioni di galoppo, tutto quello che ho imparato nella vita l'ho appreso dai cavalli).
Nel 2012 apparve in una puntata della serie Chuck, intitolata Chuck vs. Bo e prodotta dalla NBC dove impersonava se stessa come una spia. Sempre nello stesso anno prese parte a uno degli episodi dell'ultima stagione di CSI: Miami. Nel luglio 2015 iniziò le riprese della serie tv italiana L'onore e il rispetto - Parte quinta.

## Vita privata
Nel 1976 sposò il regista e attore John Derek, di cui prese il cognome. I due si erano conosciuti sul set del film C'era una volta un amore e per lei Derek (con cui rimase fino alla sua scomparsa, nel 1998) divorziò dalla sua moglie precedente, l'attrice Linda Evans. Nel 2002 ha iniziato una relazione con l'attore John Corbett, che ha poi sposato nel dicembre 2020; i due vivono in California. Bo Derek non ha avuto figli.
Si è schierata politicamente a destra, appoggiando il Partito Repubblicano e facendo numerosi appelli in favore di George W. Bush durante le campagne elettorali del 2000 e del 2004. È apparsa spesso durante eventi pubblici insieme all'uomo politico David Dreier, soprattutto quelli in cui si difendeva il ruolo della famiglia tradizionale.

## Filmografia

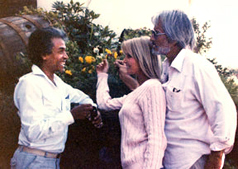
Bo Derek con Chandran Rutnam

### Cinema
- L'orca assassina (Orca), regia di Michael Anderson (1977)
- 10, regia di Blake Edwards (1979)
- In amore si cambia (A Change of Seasons), regia di Richard Lang e Noel Black (1980)
- C'era una volta un amore (Fantasies), regia di John Derek (1981)
- Tarzan, l'uomo scimmia (Tarzan, the Ape Man), regia di John Derek (1981)
- Bolero Extasy (Bolero), regia di John Derek (1984)
- I fantasmi non possono farlo (Ghosts Can't Do It), regia di John Derek (1989)
- Sognando la California, regia di Carlo Vanzina (1992)
- Seduzione mortale (Woman of Desire), regia di Robert Ginty (1994)
- Tommy Boy, regia di Peter Segal (1995)
- Nella mente di Katherine (Frozen with Fear), regia di Paul Lynch (2001)
- Horror 101, regia di James Glenn Dudelson (2001)
- Sunstorm, regia di Mike Marvin (2001)
- Il maestro cambiafaccia (The Master of Disguise), regia di Perry Andelin Blake (2002)
- Malibu's Most Wanted - Rapimento a Malibu (Malibu's Most Wanted), regia di John Whitesell (2003)
- Una vita in bilico (Life in the Balance), regia di Adam Weissman (2004)
- Highland Park, regia di Andrew Meieran (2013)

### Televisione
- Amore al cioccolato (Amour et chocolat), regia di Josée Dayan – film TV (1992)
- Bella da morire (Shattered Image), regia di Fritz Kiersch – film TV (1994)
- Wind on Water – serie TV, 4 episodi (1998)
- The Drew Carey Show – serie TV, 1 episodio (1999)
- Emeril – serie TV, 1 episodio (1999)
- In tribunale con Lynn (Family Law) – serie TV, 1 episodio (2000)
- La regina di spade (Queen of Swords) – serie TV, 1 episodio (2000)
- Murder at the Cannes Film Festival, regia di Harvey Frost – film TV (2000)
- Due ragazzi e una ragazza (Two Guys, a Girl and a Pizza Place) – serie TV, 3 episodi (2001)
- Lucky – serie TV, 1 episodio (2003)
- Settimo cielo (7th Heaven) – serie TV, 3 episodi (2003-2005)
- Still Standing – serie TV, 1 episodio (2005)
- Crusader - L'informatore (Crusader), regia di Bryan Goeres – film TV (2005)
- Fashion House – serie TV, 40 episodi (2006)
- I-5 - Il killer dell'autostrada (Hunt for the I-5 Killer), regia di Allan Kroeker – film TV (2011)
- Chuck – serie TV, episodio 5x10 (2012)
- CSI: Miami – serie TV, episodio 10x14 (2012)
- Sharknado 3 (Sharknado 3: Oh Hell No!), regia di Anthony C. Ferrante – film TV (2015)
- L'onore e il rispetto - Ultimo capitolo – serie TV, 5 episodi (2017)

### Produttrice
- Tarzan, l'uomo scimmia (Tarzan, the Ape Man), regia di John Derek (1981)
- Bolero Extasy (Bolero), regia di John Derek (1984)
- I fantasmi non possono farlo (Ghosts Can't Do It), regia di John Derek (1989)

## Riconoscimenti (lista parziale)
- Golden Globe
  - 1980 – Candidatura alla migliore attrice debuttante per 10

## Doppiatrici italiane
Nelle versioni in italiano dei suoi film, Bo Derek è stata doppiata da:
- Micaela Esdra ne L'orca assassina, Seduzione mortale, Bella da morire
- Emanuela Rossi in Crusader - L'informatore, La regina di spade
- Roberta Greganti in 10
- Rosalinda Galli in C'era una volta un amore
- Simona Izzo in Tarzan, l'uomo scimmia
- Pinella Dragani in Bolero Extasy
- Ludovica Marineo ne I fantasmi non possono farlo
- Angiola Baggi in Fashion House
- Melina Martello in Chuck
- Antonella Rinaldi in CSI: Miami
- Maria Pia Di Meo ne L'onore e il rispetto - Ultimo capitolo